# Chahardangeh
Chahārdāngeh (farsi چهاردانگه) è una città dello shahrestān di Pardis, circoscrizione di Jajrud, nella provincia di Teheran in Iran. Aveva, nel 2006, una popolazione di 42.159 abitanti.
La città si trova a sud di Teheran, ed è costituita principalmente da quartieri residenzial e ospita due grandi aziende manufatturiere e il parco di Golshahr, a nord della città.